# Bubanza
Bubanza ist eine Stadt im Nordwesten von Burundi. Sie ist die Hauptstadt der Provinz Bubanza. Sie ist auch der Sitz der Gemeinde Bubanza.

## Geografie

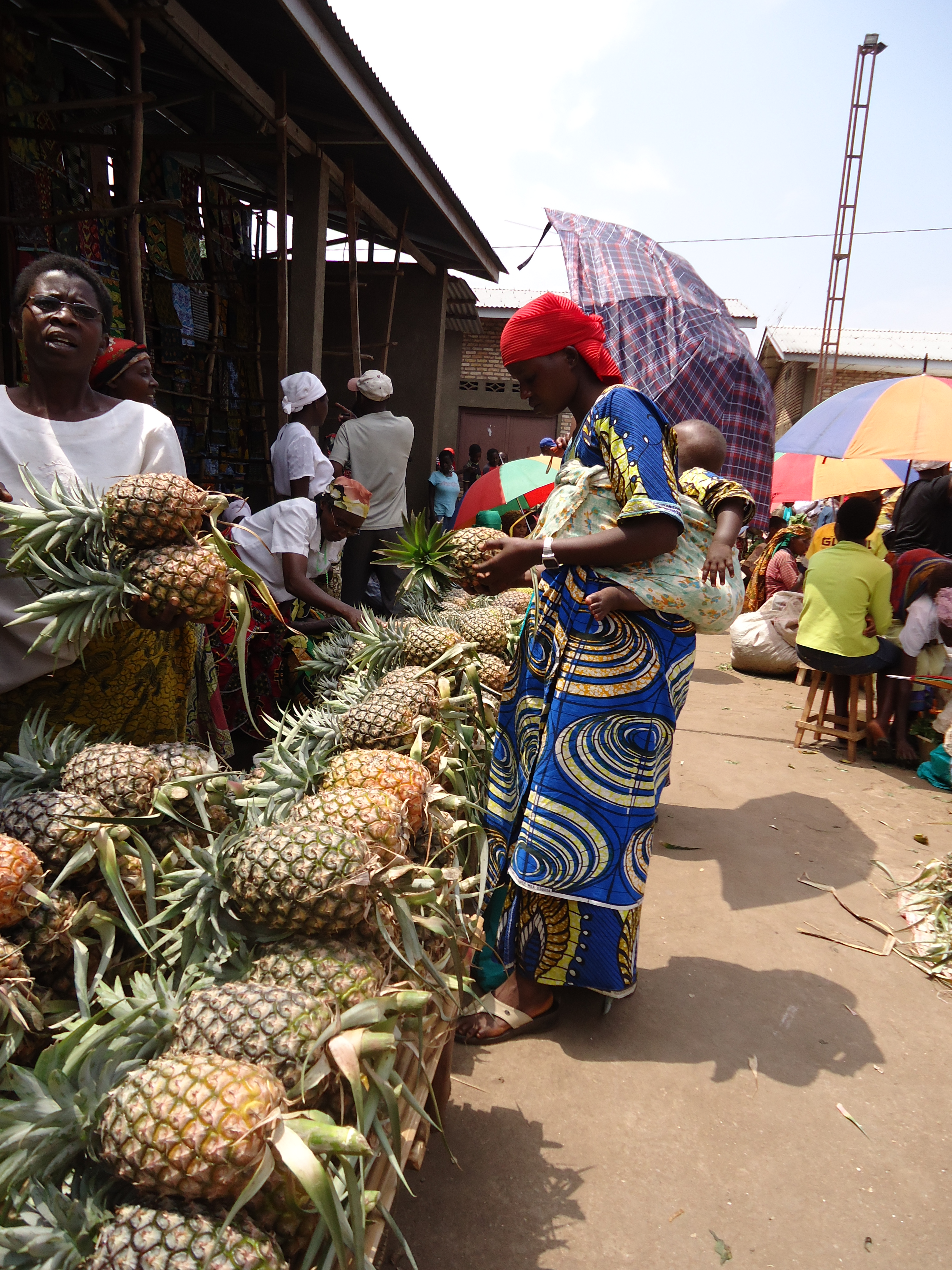
Markt von Bubanza

Die Stadt liegt im zentralen Teil der Provinz, im Norden des Flusses Mpande, auf einer Höhe von 1200 Metern über dem Meeresspiegel. Sie befindet sich in einer Entfernung von etwa 26 Kilometer nördlich von Bujumbura, der Hauptstadt des Landes.

## Bevölkerung
Die Volkszählung von 2008 zählte 20.031 Einwohner in der Stadt. Im Jahr 1990 lag sie noch bei 2945 Einwohnern.

## Verkehr
Der nächste Flughafen ist der internationale Flughafen Bujumbura.

## Religion
Das am 7. Juni 1980 gegründete römisch-katholische Bistum Bubanza hat seinen Sitz in der Stadt.

## Persönlichkeiten
- Manasse Nzobonimpa, der erste Gouverneur der Nachkriegsregierung der Provinz
- Gabriel Ntisezerana, ehemaliger zweiter Vizepräsident der Republik
- Pascal Nyabenda, derzeitiger Präsident der burundischen Nationalversammlung und kommissarischer Präsident Burundis seit Juni 2020